# Mokhtar Naili
Mokhtar Naili (arab. المختار النايلي) (ur. 3 września 1953 w Tunisie) – tunezyjski piłkarz występujący na pozycji bramkarza. Uczestnik Mistrzostw Świata 1978.

## Kariera klubowa
Podczas Mistrzostw Świata 1978 reprezentował barwy klubu Club Africain Tunis.

## Kariera reprezentacyjna
Z reprezentacją Tunezji uczestniczył w Mistrzostw Świata 1978.
Na Mundialu wskutek kontuzji pierwszego bramkarza Sadoka Sassi wystąpił we wszystkich trzech meczach grupowych z: reprezentacją RFN, reprezentacją Polski oraz reprezentacją Meksyku.
Później uczestniczył w przegranych eliminacjach do Mistrzostw Świata 1982.